# Cezaryn
Cezaryn – wieś w Polsce, położona w województwie lubelskim, w powiecie puławskim, w gminie Żyrzyn. 
Wieś stanowi sołectwo gminy Żyrzyn. Według Narodowego Spisu Powszechnego z roku 2011 wieś liczyła 71 mieszkańców.
| SIMC    | Nazwa    | Rodzaj     |
| ------- | -------- | ---------- |
| 1024020 | Sachalin | przysiółek |

W latach 1975–1998 wieś administracyjnie należała do ówczesnego województwa lubelskiego.
Wieś stanowi sołectwo gminy Żyrzyn. Według Narodowego Spisu Powszechnego z roku 2011 wieś liczyła  mieszkańców